# Kelvin Leong
Leong Ian Veng, bekannt als Kelvin Leong, (* 22. Februar 1981 in Macau) ist ein macauischer Autorennfahrer. Er gewann 2008, 2009 und 2012 die Macau Touring Car Championship.

## Karriere
Leong begann seine Motorsportkarriere im Tourenwagensport. 2007 wurde er in einem Honda Integra Zweiter der Macau Fortuna Trophy. 2008 und 2009 entschied Leong die N2000-Wertung der Macau Touring Car Championship für sich und gewann 2009 zudem das Macau/Hong Kong Interport Race. 2010 erreichte Leong in der AAMC Challenge der Macau Touring Car Championship den dritten Gesamtrang und wurde Vierter beim Macau CTM Race. Zur Saison 2011 wechselte Leong in einen Honda Accord. Er verbesserte sich in der Macau Touring Car Championship auf den zweiten Rang und beim Macau CTM Race auf den dritten Platz. 2012 sicherte sich Leong die AAMC Challenge der Macau Touring Car Championship. Darüber hinaus debütierte Leong 2012 in der Tourenwagen-Weltmeisterschaft (WTCC). In einem Honda Accord Euro-R nahm er für das Song Veng Racing Team an einer Veranstaltung teil. Er blieb ohne Punkte.

## Persönliches
Leong ist verheiratet.

## Karrierestationen
| - 2008: Macau Touring Car Championship, N2000 (Meister) - 2009: Macau Touring Car Championship, N2000 (Meister) | - 2010: Macau Touring Car Championship, AAMC (Platz 3) - 2011: Macau Touring Car Championship, AAMC (Platz 2) | - 2012: Macau Touring Car Championship, AAMC (Meister) - 2012: WTCC |